# Zara Razaq
Zara Razaq (ur. ?) – pakistańska lekkoatletka specjalizująca się w skoku o tyczce.
6 lipca 2010 Razaq zdobyła złoty medal rozgrywanych w Karaczi mistrzostw Pakistanu, ustanawiając wynikiem 3,06 nowy rekord kraju. Kontrola antydopingowa przeprowadzona w trakcie mistrzostw wykazała obecność w jej organizme niedozwolonych środków, w związku z czym zarówno medal, jak i rekord Pakistanu zostały jej odebrane.